# Disphragis druona
Disphragis druona är en fjärilsart som beskrevs av William Schaus 1928. Disphragis druona ingår i släktet Disphragis och familjen tandspinnare. Inga underarter finns listade i Catalogue of Life.